# Francisco Firpo
Francisco Enrique Firpo (Buenos Aires, 12 de febrero de 1951 – Nueva York, 18 de agosto de 2010) fue un ingeniero agrónomo argentino dedicado a la industria de la semilla. Se desempeñó como director de la empresa Nidera desde 1986 y hasta su fallecimiento. Desde ese cargo lideró innumerables cambios tecnológicos en el agro argentino, como así también en el de varios países limítrofes, como Uruguay, Paraguay, Brasil y Bolivia.

## Biografía
La notable trayectoria profesional de Firpo comenzó en la Universidad de Buenos Aires, donde se recibió de ingeniero agrónomo en producción agropecuaria. Entre 1972-1973 viajó a East Lansing, en los Estados Unidos, donde realizó su especialización en zootecnia y nutrición animal en la Universidad Estatal de Míchigan. Pasó luego al estado de Colorado, donde amplió su especialización a las actividades de feedlot. Cuando regresó a Argentina introdujo innovaciones tecnológicas, tanto en la ganadería como en la agricultura.
Inició sus actividades profesionales en la empresa familiar Hijos de José Firpo SA, particularmente en la cabaña La Danesa —del sur de la provincia de Córdoba— y en los establecimientos La Pluma y La Plumita, ubicados en el sur de la provincia de Santa Fe. Asimismo, llevó sus trabajos y experiencias agrícolas a la provincia de Tucumán, y la vecina República del Paraguay.
En 1986 se incorporó a Nidera S.A. tomando el desafío y la responsabilidad de formar la división de semillas de esa empresa, siendo uno de sus principales gestores a través de los años. Su inmensa colaboración en la actividad desarrollada en la compañía derivó en la conformación de una de las empresas de genética de semillas más importante de Argentina. Fue generador de innumerables cambios tecnológicos en materia de Mejoramiento Genético y de Biotecnología de cultivos, los que contribuyeron significativamente a la productividad agropecuaria de la Argentina entre 1990 y 2010, entre ellos, la introducción de genética de maíz semidentado, de la soja resistente a glifosato y la incorporación de germoplasma de origen europeo en trigo.
Fue un férreo defensor de la propiedad intelectual de los obtentores de variedades vegetales. Integró el primer Directorio del Instituto Nacional de Semillas de Argentina (INASE) desde el año 1991 hasta noviembre del año 2000 como representante del sector de los obtentores, poniendo en marcha al organismo recién creado y conformando con su valioso aporte y el del resto de los directores una gestión responsable y eficiente que hizo del INASE una institución de solvencia profesional y reconocido prestigio a nivel nacional e internacional en el tema de semillas y propiedad intelectual de variedades vegetales. Dejó su impronta cuando ocupó la presidencia de la Asociación Argentina de Protección de las Obtenciones Vegetales (ArPOV) y como director de la Asociación de Semilleros Argentinos (ASA). También formó parte de la Federación Internacional de Semillas (FIS).